# Brenthia hibiscusae
Brenthia hibiscusae là một loài bướm đêm thuộc họ Choreutidae. Loài này có ở Cuba, Puerto Rico và Venezuela.
Chiều dài cánh trước khoảng 3.6 mm đối với con đực và 3.8-4.1 đối với con cái. Ấu trùng ăn Hibiscus sabdariffa.